# Numero di Damköhler
Il numero di Damköhler (Da), è un gruppo adimensionale utilizzato soprattutto in fluidodinamica e in ingegneria chimica.  È anche detto primo numero di Damköhler, per differenziarlo dal secondo numero di Damköhler, utilizzato negli stessi ambiti.
Entrambi portano il nome di Gerhard Damköhler.

## Definizione matematica
Il primo numero di Damköhler è definito come:
{\displaystyle DaI=k\cdot \tau \cdot c^{n-1}={\frac {k\cdot L\cdot \rho ^{n-1}}{w}}}
dove:
- k è la costante di velocità;
- τ è tempo di permanenza nel reattore;
- n è l'ordine di reazione;
- ρ è la concentrazione della specie chimica nelle condizioni iniziali;
- L è una lunghezza caratteristica del fenomeno osservato;
- w è la velocità massiva della specie chimica.

Il secondo numero di Damköhler è invece definito come:
{\displaystyle DaII={\frac {k\cdot L^{2}\cdot c^{n-1}}{\mathcal {D}}}}
essendo D la diffusività di materia del reagente e L una lunghezza caratteristica del fenomeno osservato.

## Interpretazione fisica
Il primo numero di Damköhler rappresenta il rapporto fra la velocità massima di reazione del reagente studiato e la velocità convettiva dello stesso in ingresso al reattore.
Il secondo numero di Damköhler rappresenta invece il rapporto fra la velocità massima di reazione del reagente studiato e il flusso diffusivo dello stesso in ingresso al reattore.

## Applicazioni
Un tipico utilizzo del numero di Damköhler è lo studio di una reazione chimica all'interno di un reattore. Indicando con "A" il reagente limitante (e quindi il reagente per il quale si segue l'evoluzione chimica), si scrive il numero di Damköhler come:
{\displaystyle Da=-{\frac {r_{A_{0}}\cdot V}{N_{A_{0}}}}}
con, ipotizzando lo stato stazionario, rA0 velocità massima di reazione (quindi se, ad esempio, si studia un reattore CSTR, la velocità massima di reazione è quella relativa alla concentrazione in ingresso), V  volume del reattore e NA0 numero di moli iniziali nel reattore. Ipotizzando di operare in un CSTR una reazione del primo ordine (con k costante cinetica), si ha:
{\displaystyle r_{A_{0}}=kC_{A_{0}}}
{\displaystyle Da=-{\frac {r_{A_{0}}\cdot V}{N_{A_{0}}}}={\frac {k\cdot C_{A_{0}}\cdot V}{Q\cdot C_{A_{0}}}}=k{\frac {V}{Q}}=k\cdot t}
con Q  portata volumetrica della corrente di reagente e CA0 concentrazione in ingresso del reagente. Il Da, quindi, fornisce una rapida stima del funzionamento del reattore studiato.
Nel caso di trasporto interfase {\displaystyle Da=kc{\frac {l}{v}}_{max}}, con c concentrazione di reagente nel bulk, quindi è il rapporto tra trasporto e velocità di reazione ma interfase, l'analogo intrafase è il modulo di Thiele.
Il numero di Damköhler è usato anche per caratterizzare l'influenza che il moto turbolento, presente nel cilindro di un motore a combustione interna ad accensione comandata, esercita sulle reazioni chimiche presenti nel fronte di fiamma che si sviluppa durante la combustione della miscela aria/benzina. Si pone nella forma:
{\displaystyle Da={\frac {L_{I}\cdot w_{cl}}{s_{fl}\cdot u'}}}
dove:
- {\displaystyle L_{I}} rappresenta la scala integrale delle lunghezze (lunghezze confrontabili con le dimensioni degli organi caratteristici presenti in camera di combustione, ad esempio le valvole a fungo per l'alimentazione e lo scarico),
- {\displaystyle w_{cl}} rappresenta la velocità laminare del fronte di combustione,
- {\displaystyle s_{fl}} rappresenta lo spessore del fronte di fiamma laminare,
- {\displaystyle u'} rappresenta l'intensità assoluta di turbolenza.